# Auguste Julien Bigarré
Auguste Julien, baron, (comte "incomplet") Bigarré, né le 1er janvier 1775 au Palais (Belle-Île-en-Mer) (Morbihan), mort le 14 mai 1838 à Rennes (Ille-et-Vilaine), est un général français de la Révolution et de l’Empire. Son père appartenait à la magistrature.

## Biographie
À 12 ans, il s'embarque comme mousse sur un chasse-marée qui fait le cabotage entre Bordeaux et Brest.
À l'âge de 14 ans, il s’embarque comme marin pour les Antilles à bord d'un navire Nantais, La Raisonnable. Il fait quatre voyages à Saint-Domingue où il combat les soulèvements des esclaves. Comme marin de commerce, il est engagé comme canonnier au camp du Bourdet. Il fait ses premières armes à 16 ans…La carrière de marin de Bigarré prend fin en janvier 1793, quand son bateau est de retour à Paimbœuf.
De retour en France, il est nommé en 1793 sous-lieutenant au 9e régiment d'infanterie ci-devant Normandie. Il est blessé d'un coup de feu à l'épaule, à Quiberon sous le général Lazare Hoche qui le nomme lieutenant. En l'an V, il est capitaine de carabiniers dans la 1re Légion des Francs et fait partie de l'expédition d'Irlande, sous les ordres du général Humbert. C'est à bord du vaisseau les Droits de l'homme qu'il combat pendant douze heures contre un vaisseau britannique et une frégate. Ce vaisseau fait naufrage dans la baie d'Audierne, le 14 janvier 1797, Bigarré rejoint la côte bretonne à la nage…
Après cette expédition malheureuse, il fait plusieurs campagnes sous les ordres de Hoche et de Moreau, et se distingue partout. Il est fait prisonnier par les Autrichiens, puis libéré après la Paix de Leoben. Lors du coup d'État du 18 fructidor an V, il suit la légion des Francs à Paris. Cette légion devient la 14e demi-brigade d'infanterie légère. Muté en Suisse, à l'armée d'Helvétie commandée par le général Brune, il est à la bataille de Soleure et entre à Berne le 2 mars 1798. Il est à nouveau blessé, en septembre, lors d'un combat, la mâchoire fracturée par une balle.
Capitaine de carabiniers au 1er bataillon du 14e d'Infanterie légère en 1800, il fait sous Moreau, la campagne de Hohenlinden. Le 3 décembre, à Hohenlinden, il s'empare d'un obusier et d'une pièce de huit. Blessé d'une balle au bras, il est cité à l'ordre de l'armée, au combat de Lambach, dans la brigade du général Drouet, futur comte d'Erlon. En 1801, il est à Luxeuil pour soigner sa blessure quand il rencontre l'épouse du Premier Consul, Joséphine venue en cure avec sa fille Hortense. Auguste en profite pour faire sa demande pour rentrer dans la Garde consulaire.
Nommé capitaine dans les chasseurs à pied de la Garde des Consuls, il arrête aux Tuileries, un jour de garde, un ancien soldat, qui garde rancune à Napoléon pour une injustice commise à son endroit tandis qu'il fait alors partie des guides, et veut assassiner le nouvel Empereur. Devenu familier de Malmaison et des Tuileries, Bigarré est de garde à Notre-Dame pour le sacre, le 2 décembre 1804, puis à Milan lors du couronnement de Napoléon comme roi d'Italie. Peu après il a sa nomination de major au 4e de ligne et rejoint le Camp de Boulogne sous les ordres de Joseph Bonaparte, colonel du régiment. Il fait avec ce grade les campagnes d'Ulm et d'Austerlitz. Dans cette dernière bataille, il s'empare d'une batterie formidable ; mais il perd une des aigles de son régiment enlevée au sergent-major Saint-Cyr, neveu du maréchal, après que ce jeune homme ait reçu 14 coups de sabre sur la tête et sur les mains. Pour réparer cet affront, vers la fin de la bataille, le 2e bataillon du 4e de ligne, ayant à sa tête le major Bigarré et le commandant Calez, s'empare du régiment russe de Moscou, de son colonel et de deux drapeaux. L'Empereur fait rendre un nouvel aigle au régiment et nomme Bigarré officier de la Légion d'honneur. 
Joseph Bonaparte, devenu roi de Naples, appelle Bigarré comme aide-de-camp auprès de sa personne. Il passe alors au service du royaume de Naples. Nommé colonel au 1er Régiment de Ligne napolitain le 3 février 1807, il est chargé d'organiser le 2e de Ligne. Il est général de brigade le 9 juin 1808. Au départ de Joseph pour l'Espagne, il le suit avec le même titre et assiste aux diverses batailles commandées par le roi Joseph. Il participe notamment, comme observateur auprès du maréchal Soult au Portugal, à la bataille d'Oporto en 1812, il est envoyé à Paris porteur de messages du roi Joseph. À son retour il apprend la prise de Madrid et rejoint Joseph à Valence. De nouveau envoyé en messager à Paris, il arrive après la Campagne de Russie, qui lorsqu'elle est connue en Espagne donne une plus forte impulsion à la guerre. Sous la poussée de Wellington, Salamanque est évacuée les 25 et 27 mai. Après la débâcle de Vitoria le 21 juin 1813, il est nommé lieutenant-général le 24 juin 1813.
De retour en France, il reprend du service dans l'armée française, il va rejoindre l'Empereur, en août. Le 17 septembre, il est affecté au commandement d'une brigade du 11e corps, sous les ordres de Macdonald. Il est nommé général de brigade à titre français le 19 septembre 1813. Il fait avec ce corps la campagne de Saxe, et termine la campagne à l'armée du nord.
Au début de la campagne de France de 1814, il est placé à la tête d'une brigade de la jeune Garde sous Boyer de Rebeval, en formation à Paris. Puis en février sous les ordres du maréchal Victor, où il se distingue à la meurtrière bataille de Craonne, le 7 mars. Il y est blessé. Le maréchal Ney vint le complimenter de la part de l'Empereur sur la bravoure avec laquelle sa brigade avait tenu la droite de l'armée russe en échec. Nommé général de division à titre provisoire, le 17 mars, l'Empereur lui donne le commandement d'une division de la jeune garde sous les ordres du duc de Trévise. Blessé à nouveau à La Fère-Champenoise, le 25 mars, il participe néanmoins à la défense de Paris jusqu'au 30 mars 1814.
Après la chute de Napoléon, le roi Louis XVIII l'envoie commander le département d'Ille-et-Vilaine, et lui donne la croix de Saint-Louis et celle de commandeur de la Légion d'honneur. 
En 1815, après le débarquement de l'Empereur dans le Golfe Juan, il est élu député d'Ille-et-Vilaine (2 mai 1815 - 21 juillet 1815) et reçoit le commandement de la 13e division militaire à Rennes et ne peut empêcher l'explosion de la guerre civile dans le Morbihan. Placé sous les ordres du général Lamarque, commandant en chef des armées de l'Ouest, il bat les royalistes à Redon le 4 juin ainsi que le chef Chouan Sol de Grisolles à Auray le 21 juin, trois jours après Waterloo…dans une rencontre avec les chouans, il reçoit un coup de feu à travers le corps. Sur sa civière, il commande le feu…
Après la bataille de Waterloo on lui ôte son commandement, et il reste en non-activité jusqu'à 1830. À cette époque, il prend de son propre mouvement le commandement de la 13e division, et est maintenu par Louis-Philippe Ier qui le nomme grand officier de la Légion d'honneur le 29 avril 1833, et inspecteur général d'infanterie en 1835 et 1836.
Il s'est marié en 1802 à Colmar avec une demoiselle R…, mariage dissous en 1813. En 1817, le général baron Bigarré épouse civilement Alexandrine Lebon née à Paris en septembre 1789, fille d'un avocat.
Il meurt sans postérité, à Rennes à la suite d'une longue et douloureuse maladie le 14 mai 1838. Il a laissé de très intéressants Souvenirs, rédigés vers 1830, publiés en 1893 et republiés il y a peu, accompagnés d'un appareil critique qui, jusqu'alors, faisait défaut.
Aujourd'hui, une place de Belle-Ile porte son nom et sur une plaque commémorative à la Citadelle, on peut lire : 

« Baron Bigarré, Auguste-Julien,
né à Belle-Ile le 1er janvier 1775,
sous-lieutenant au 9e Régiment d'Infanterie -
colonel du 1er de Ligne Napolitain
- général de division,
décédé à Rennes, le 14 mai 1838
- Ouest -Irlande - Sambre-et-Meuse - Helvétie - Rhin - Grande Armée - Naples - Espagne - Saxe - France. S'est distingué à Quiberon, Soleure, Unterwalden, Hohenlinden, Lambach, Austerlitz et Fère-Champenoise. »

## Mémoires
- Mémoires du général Bigarré, aide de camp du roi Joseph, Paris, Kolb, 1893, 320 p.[1].

## Décorations
- Légion d'honneur :
  - chevalier de la Légion d'honneur le 14 juin 1804,
  - officier de la Légion d'honneur 26 décembre 1805,
  - Commandeur 28 septembre 1814,
  - Grand officier de la Légion d'honneur 29 avril 1833 ;
- Ordre royal et militaire de Saint-Louis :
  - Chevalier de Saint-Louis 1814 ;
- Commandeur de l'Ordre royal des Deux-Siciles.

## Titres
- Baron de l'Empire (1810),
- Comte de l'Empire (10 avril 1815, annulé le 1er août 1815).

## Hommage, Honneurs, Mentions…
- Il fait partie des 558 officiers à avoir son nom gravé sous l'arc de triomphe de l'Étoile, 30e colonne.
- Il a été inhumé à Rennes où une rue porte son nom.

## Armoiries
| Figure | Blasonnement |
|        | Armes du baron Bigarré et de l'Empire Écartelé : au 1, de sinople, au lion d'or ; au 2 du quartier des Baron militaires de l'Empire ; au 3, d'or, à l'ancre de sable ; au 4, d'azur, au navire voguant sur une mer et acc. en chef à dextre d'une étoile, le tout d'argent., |

## Sources
- « Auguste Julien Bigarré », dans Adolphe Robert et Gaston Cougny, Dictionnaire des parlementaires français, Edgar Bourloton, 1889-1891 [détail de l’édition]
- « Auguste Julien Bigarré », dans Charles Mullié, Biographie des célébrités militaires des armées de terre et de mer de 1789 à 1850, 1852 [détail de l’édition]
- « Cote LH/236/44 », base Léonore, ministère français de la Culture